# Beauvoir-sur-Niort
Beauvoir-sur-Niort ist eine französische Gemeinde mit 1.772 Einwohnern (Stand: 1. Januar 2022) im Département Deux-Sèvres in der Region Nouvelle-Aquitaine. Sie gehört zum Arrondissement Niort und zum Kanton Mignon-et-Boutonne.

## Geographie
Beauvoir-sur-Niort liegt etwa 15 Kilometer südlich von Niort. Umgeben wird Beauvoir-sur-Niort von den Nachbargemeinden Granzay-Gript im Nordwesten und Norden, Marigny im Nordosten und Osten, Villiers-en-Bois im Südosten, Plaine-d’Argenson im Süden sowie La Foye-Monjault im Westen.

## Geschichte
Die vormals eigenständigen Gemeinden Le Cormenier und Le Revêtizon wurden 1973 mit Beauvoir-sur-Niort fusioniert.

### Bevölkerungsentwicklung
| Jahr                       | 1975 | 1982 | 1990 | 1999 | 2006 | 2012 | 2019 |
| Einwohner                  | 1046 | 1162 | 1242 | 1329 | 1603 | 1766 | 1768 |
| Quellen: Cassini und INSEE |      |      |      |      |      |      |      |

## Verkehr und Infrastruktur
Durch die Gemeinde führt die Autoroute A10.
Von dem im Südosten der Gemeinde gelegenen Bahnhof bestehen TER-Regionalzugverbindungen in Richtung Niort und Royan.

## Sehenswürdigkeiten
- Kirche Saint-Eutrope in Le Cormenier, seit 1909 Monument historique
- Mühle Rimbault, 1973 und 1989 restauriert

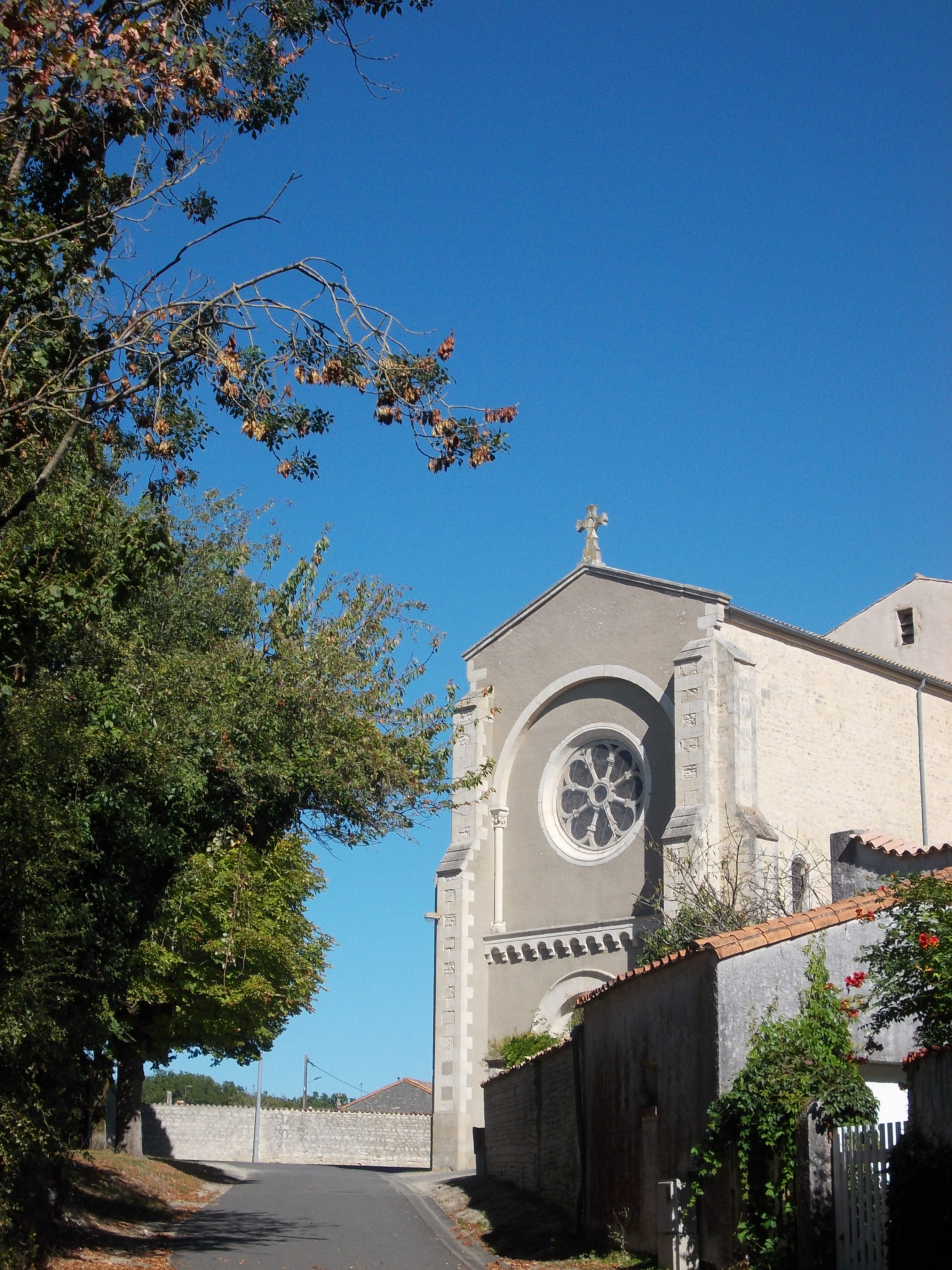
Kirche Saint-Eutrope